# Vincent Lindon
Vincent Lindon   (Boulogne-Billancourt, 15 de juliol de 1959) és un actor, director i guionista francès. Va ser premiat amb el Premi a la interpretació masculina al 68è Festival Internacional de Cinema de Canes i amb el César al millor actor el 2016 pel seu paper a la pel·lícula La Loi du marché (2015).

## Trajectòria
Vincent Lindon és fill de Laurent Lindon, director de la firma Audioline, i nebot de Jérôme Lindon, cap de la casa editora francesa Les Éditions de Minuit.
Quan tenia cinc anys, la seva mare, Alix Dufaure, periodista de moda a Marie Claire, es va divorciar per casar-se amb el periodista Pierre Bénichou uns anys més tard. Fet que va suposar un terratrèmol emocional per a ell, i l'origen dels seus tics, que no apareixen quan fa un paper al teatre o al cinema.
Lindon va debutar al cinema el 1983 a Le Faucon de Paul Boujenah. Va destacar sobretot en Notre histoire de Bertrand Blier i a 37°2 le matin de Jean-Jacques Beineix. El 1988 va interpretar el paper masculí protagonista a L'Étudiante de Claude Pinoteau. L'any següent, la seva actuació va ser reconeguda amb el premi Jean-Gabin. Es va donar a conèixer al públic gràcies a La Crise de Coline Serreau, estrenada l'any 1992. L'any 2005 va guanyar el Swann d'Or al millor actor al Festival de Cabourg per La Mustache d'Emmanuel Carrère. El 2013, va presidir el jurat del 39 Festival de Cinema Americà de Deauville. L'any 2015, a la pel·lícula La Loi du marché de Stéphane Brizé, va interpretar el paper d'un aturat, fet que li va valer el premi al millor actor al 68 Festival de Canes i després el César al millor actor el 2016. Aquest és el primer César de la seva carrera després de cinc nominacions sense èxit. Més endavant, amb Stéphane Brizé, va treballar a Un autre monde (2022).
Lindon ha compartit durant gairebé deu anys, durant la dècada de 1980, la vida amb Claude Chirac, abans de viure una història d'amor molt publicitada amb Carolina de Mònaco. És pare de dos fills: Marcel nascut l'any 1996, i una filla, Suzanne, nascuda l'any 2000 de la seva unió amb Sandrine Kiberlain, que va conèixer l'any 1993 al plató de la pel·lícula L'Irrésolu i de qui es va separar l'any 2003.

## Filmografia
| Any  | Títol                             | Director                        | Paper                                       |
| ---- | --------------------------------- | ------------------------------- | ------------------------------------------- |
| 1983 | Le Faucon                         | Paul Boujenah                   | el inspector                                |
| 1984 | L'Addition                        | Denis Amar                      | Magnum                                      |
| 1984 | Notre histoire                    | Bertrand Blier                  | Brechet                                     |
| 1985 | Parole de flic                    | José Pinheiro                   | Dax                                         |
| 1985 | 37°2 le matin                     | Jean-Jacques Beineix            | Richard, el jove policia                    |
| 1986 | Suivez mon regard                 | Jean Curtelin                   | un violador matón                           |
| 1986 | Prunelle Blues                    | Jacques Otmezguine              | Fernand                                     |
| 1986 | El carrer de la mitja lluna       | Bob Swaim                       | Sonny                                       |
| 1986 | Yiddish Connection                | Paul Boujenah                   | Zvi                                         |
| 1987 | Dernier été à Tanger              | Alexandre Arcady                | Roland Barrès                               |
| 1987 | Un homme amoureux (A Man in Love) | Diane Curtis                    | Bruno Schlosser                             |
| 1988 | Quelques jours avec moi           | Claude Sautet                   | Fernand                                     |
| 1988 | L'Étudiante                       | Claude Pinoteau                 | Ned                                         |
| 1990 | La Baule-les-Pins                 | Diane Kurys                     | Jean-Claude                                 |
| 1990 | Il y a des jours... et des lunes  | Claude Lelouch                  | El hostaler                                 |
| 1990 | Gaspard et Robinson               | Tony Gatlif                     | Robinson                                    |
| 1991 | Netchaïev est de retour           | Jacques Deray                   | Daniel Laurencon / Netchaiev                |
| 1992 | La Belle Histoire                 | Claude Lelouch                  | Simon Choulel                               |
| 1992 | La Crise                          | Coline Serreau                  | Victor Barelle                              |
| 1993 | Tout ça... pour ça !              | Claude Lelouch                  | Lino                                        |
| 1994 | L'Irrésolu                        | Jean-Pierre Ronssin             | François                                    |
| 1995 | La Haine                          | Mathieu Kassovitz               | L'home borratxo                             |
| 1996 | Vite strozzate                    | Ricky Tognazzi                  | Francesco                                   |
| 1996 | Les Victimes                      | Patrick Grandperret             | Pierre Duval                                |
| 1996 | La Belle Verte                    | Coline Serreau                  | Max                                         |
| 1997 | Fred                              | Pierre Jolivet                  | Fred                                        |
| 1997 | Le Septième Ciel                  | Benoît Jacquot                  | Nico                                        |
| 1998 | Paparazzi                         | Alain Berberian                 | Michel Verdier                              |
| 1998 | L'École de la chair               | Benoît Jacquot                  | Chris                                       |
| 1999 | Belle maman                       | Gabriel Aghion                  | Antoine                                     |
| 1999 | Ma petite entreprise              | Pierre Jolivet                  | Ivan Lansi                                  |
| 1999 | Pas de scandale                   | Benoît Jacquot                  | Louis Jeancourt                             |
| 2000 | Mercredi, folle journée!          | Pascal Thomas                   | Martin Socoa                                |
| 2001 | Chaos                             | Coline Serreau                  | Paul                                        |
| 2001 | Vendredi soir                     | Claire Denis                    | Jean                                        |
| 2002 | Le Frère du guerrier              | Pierre Jolivet                  | Thomas                                      |
| 2002 | Filles uniques                    | Pierre Jolivet                  | Bruno                                       |
| 2003 | Le Coût de la vie                 | Philippe Le Guay                | Coway                                       |
| 2003 | Les Clefs de bagnole              | Laurent Baffie                  | l'actor que es nega a treballar amb Laurent |
| 2003 | Confiança cega                    | Étienne Chatiliez               | Christophe Gérard                           |
| 2004 | La Moustache                      | Emmanuel Carrère                | Marc Thiriez                                |
| 2004 | L'Avion                           | Cédric Kahn                     | Pierre                                      |
| 2006 | Selon Charlie                     | Nicole Garcia                   | Serge                                       |
| 2007 | Je crois que je l'aime            | Pierre Jolivet                  | Lucas                                       |
| 2007 | Ceux qui restent                  | Anne Le Ny                      | Bertrand Liévain                            |
| 2008 | Mes amis, mes amours              | Lorraine Lévy                   | Mathias                                     |
| 2008 | Chasseurs de dragons              | Guillaume Ivernel i Arthur Qwak | Lian-Chu (veu francesa)                     |
| 2008 | Pour elle                         | Fred Cavayé                     | Julien Auclert                              |
| 2009 | Welcome                           | Philippe Lioret                 | Simon Calmat                                |
| 2009 | Mademoiselle Chambon              | Stéphane Brizé                  | Jean                                        |
| 2011 | La permission de minuit           | Delphine Gleize                 | David                                       |
| 2011 | Pater                             | Alain Cavalier                  | Vincent Lindon                              |
| 2011 | Toutes nos envies                 | Philippe Lioret                 | Stéphane                                    |
| 2012 | Augustine                         | Alice Winocour                  | Professeur Jean-Martin Charcot              |
| 2012 | Quelques heures de printemps      | Stéphane Brizé                  | Alain Évrard                                |
| 2013 | Les Salauds                       | Claire Denis                    | Marco Silvestri                             |
| 2014 | Mea Culpa                         | Fred Cavayé                     | Simon                                       |
| 2015 | Journal d'une femme de chambre    | Benoît Jacquot                  | Joseph                                      |
| 2015 | La Loi du marché                  | Stéphane Brizé                  | Thierry Taugourdeau                         |
| 2015 | El Petit Príncep                  | Mark Osborne                    | Home de negocis (veu francesa)              |
| 2015 | Les Chevaliers blancs             | Joachim Lafosse                 | Jacques Arnault                             |
| 2017 | Rodin                             | Jacques Doillon                 | Auguste Rodin                               |
| 2018 | Isle of Dogs                      | Wes Anderson                    | Cap (veu francesa)                          |
| 2018 | L'Apparition                      | Xavier Giannoli                 | Jacques Mayano                              |
| 2018 | En guerre                         | Stéphane Brizé                  | Laurent Amédéo                              |
| 2019 | Dernier Amour                     | Benoît Jacquot                  | Casanova                                    |
| 2021 | Titane                            | Julia Ducournau                 | Vincent                                     |
| 2021 | Un autre monde                    | Stéphane Brizé                  | Philippe Lemesle                            |
| 2021 | Enquête sur un scandale d'État    | Thierry de Peretti              | Jacques Billard                             |
| 2022 | Avec amour et acharnement         | Claire Denis                    | Jean                                        |